# 愛沢寧堅

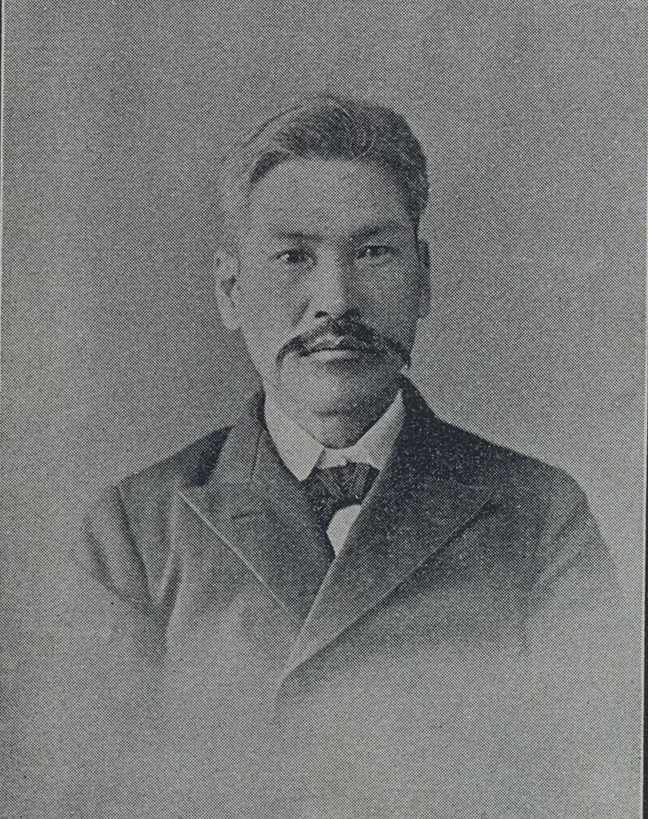
愛沢寧堅

愛沢 寧堅（愛澤、あいざわ やすかた / ねいけん、1849年9月1日（嘉永2年7月15日） - 1929年（昭和4年）3月4日）は、明治期の政治家。衆議院議員。

## 経歴
陸奥国標葉郡高瀬村（現福島県双葉郡浪江町）で、愛沢為規の長男として生まれる。愛国社に加盟し幹事となる。1878年（明治11年）北辰社に加わり自由民権運動を推進した。1880年（明治13年）福島県会議員に選出され、福島自由党の結成を進めた。1882年（明治15年）福島事件により河野広中とともに逮捕された。1889年（明治22年）特赦により出獄した。
1892年（明治25年）2月、第2回衆議院議員総選挙に福島県第5区から出馬して当選し、その後、第3回、第4回、第8回、第9回総選挙でも当選し、衆議院議員を通算5期務めた。この間、立憲政友会協議員となった。
直情径行な性格であったことから晩年は不遇であった。